# Mężec nadrzeczny
Mężec nadrzeczny (Ephebopus uatuman) – gatunek pająka z infrarzędu ptaszników i rodziny ptasznikowatych. Zamieszkuje północną Amerykę Południową.

## Taksonomia
Gatunek ten opisany został po raz pierwszy w 1992 roku przez Sylvię M. Lucas, Pedro Ismaela da Silvę Jr. i Rogéira Bertaniego. Jako miejsce typowe wskazano stację hydroelektryczną w rezerwacie Balbina w brazylijskim stanie Amazonas. Epitet gatunkowy nadany został od rzeki Uatuman, nad którą znajduje się miejsce typowe.
Według wyników analizy filogenetycznej przeprowadzonej przez Westa i współpracowników w 2008 roku tworzy on w obrębie rodzaju klad z E. foliatus i E. cyanognathus cechujący się obecnością żółtych obrączek na odnóżach.

## Morfologia
Samce osiągają od 34 do 45 mm długości ciała, samice zaś od 40 do 50 mm długości ciała i do około 100 mm rozpiętości odnóży. Samice są jasnoszarobrązowe z zielonkawym połyskiem metalicznym owłosienia na opistosomie (odwłoku) oraz ciemniejszymi od ciała odnóżami z żółtymi obrączkami między udami i rzepkami. Samce są ciemniejsze, ciemnobursztynowobrązowe, z dłuższym i rudym owłosieniem opistosomy i beżowożółtymi obrączkami na odnóżach. Osobniki młode są ubarwione jaskrawo. Karapaks i opistosomę mają czarne ze złotozielonym połyskiem metalicznym, a odnóża różowe z żółtą plamką między nadstopiem a czarną stopą. Dłuższy niż szeroki karapaks ma lekko wyniesioną część głowową, wyraźne rowki głowowe i tułowiowe, proste i głębokie jamki oraz wyraźny, szerszy niż długi wzgórek oczny. Włoski parzące zlokalizowane są w łatce w odsiebnej części przednio-bocznej powierzchni ud nogogłaszczków. Kolejność par odnóży od najdłuższej do najkrótszej to: I, IV, II, III.
Samce mają na goleniach pierwszej pary odnóży apofizy (haki) goleniowe złożone z dwóch gałęzi. Nogogłaszczki samca cechuje kulistawy bulbus z długim, grubszym niż u mężca cyjanoszczękiego, gwałtownie zwężonym i lekko zakrzywionym na szczycie embolusem. Genitalia samicy zawierają dwie szeroko odseparowane, przysadziste, kolumnowate spermateki najszersze u podstawy i zaczynające się zwężać bardziej wierzchołkowo niż u mężca rudawego.

## Ekologia i występowanie
Gatunek neotropikalny, endemiczny dla północnej Brazylii, znany tylko ze stanu Amazonas. Zasiedla wyżynne lasy deszczowe Puszczy Amazońskiej. Zamieszkuje rurkowate norki samodzielnie wykopane w miękkiej i wilgotnej, osłoniętej ściółką glebie. Osiągają one od 30 do 40 cm głębokości i zakończone są komorą. Ich wylot jest wyniesiony ponad ściółkę i otoczony oprzędem z poprzyklejanymi liśćmi.

## Hodowla
Dorosły osobnik wymaga terrarium o minimalnych wymiarach 20×20×30 cm z grubą na kilkanaście cm warstwą podłoża. Zaleca się temperaturę w dzień od 25 do 30°C, temperaturę nocną około 20°C oraz wilgotność 70–80%. Samica buduje kokon zwykle od 4 do 6 miesięcy po kopulacji. Zawiera on zazwyczaj od 80 do 100 jaj. Gotowe do jego opuszczenia pająki pojawiają się po około 2 miesiącach inkubacji. Ptasznik ten jest stosunkowo słabo jadowity, jednak ze względu na szybkość i agresywność nie jest zalecany dla początkujących.